# Camille Claudel
Camille Claudel (n. 8 decembrie 1864, Fère-en-Tardenois, Aisne, Franța – d. 19 octombrie 1943, Montfavet⁠(d), Provence-Alpes-Côte d'Azur, Franța) a fost o sculptoriță franceză și artist grafic. A murit într-o relativă obscuritate, dar mai târziu a câștigat recunoașterea originalității operei ei. Ea a fost sora mai mare a poetului și diplomatului Paul Claudel și iubita și colaboratoarea sculptorului Auguste Rodin.

## Legături externe
Materiale media legate de Camille Claudel la Wikimedia Commons
- „Musée Camille Claudel”.
- Review of 2008 Claudel exhibition at Musee Rodin, Paris
- Camille Claudel and Rodin: Fateful Encounter at Detroit Institute of Arts 2005
- Claudel pages, including biography and timeline, at rodin-web.org
- Camille Claudel at artcyclopedia.com
- Camille Claudel: a Life of Struggle
- Camille Claudel, Of Dreams and Nightmares
- Camille Claudel: a Life of Struggle
- Camille Claudel, Of Dreams and Nightmares
- An Eye on Art: L'Age Mûr
- Ron Schuler's Parlour Tricks: Camille Claudel
- CBC interview for the 2005 exhibition in Quebec Arhivat în 16 aprilie 2011, la Wayback Machine.
- Rodin Ballet by Boris Eifman Arhivat în 27 iulie 2020, la Wayback Machine.
- Claudel's The Age of Maturity Arhivat în 12 noiembrie 2014, la Wayback Machine., Ben Pollitt at Smarthistory
- catalană {{{1}}} «La dona artista i el poder : homenatge a Camille Claudel» (audio). l'Arxiu de la Paraula. Ateneu Barcelonès, 2014.